# Johann Matthias von der Schulenburg
Pour les articles homonymes, voir Schulenburg (homonymie).
Johann Matthias von der Schulenburg, ou, en français, Schulembourg, né le 8 août 1661 à Emden près de Magdebourg et mort le 14 mars 1747 à Vérone, est un grand capitaine européen, honoré de la distinction de maréchal, qui s'est notamment distingué au service de la Saxe, de l'Empire et de la république de Venise au XVIIIe siècle. Il est aussi connu comme un grand collectionneur d'art.

## Biographie

### Origine et carrière militaire
Johann Matthias von der Schulenburg, né le 8 août 1661 à Emden dans le duché de Saxe-Gotha-Altenbourg, est le fils de Gustavus Adolphus, baron von der Schulenburg et de Petronella Ottilie von Schwencke,.
Enthousiasmé par les exploits de Jean Sobieski, il s'engagea en 1679 (à 18 ans)  comme simple volontaire dans l’armée polonaise où il fit ses premières armes. De 1687 à 1688, il passa au service de l'empereur Léopold Ier de Habsbourg  pour combattre les Ottomans dans le cadre de la Societas offensivi et defensivi belli, coalition composée du Saint-Empire romain germanique, de la république des Deux Nations (Pologne, Lituanie) et de la république de Venise  à l'initiative du pape Innocent XI en 1684.
Après la signature du traité de Karlowitz qui mit fin à la guerre en janvier 1699, il participa à la Grande Guerre du Nord au service de Frédéric II de Saxe-Gotha-Altenbourg qui, allié au roi Auguste II de Pologne, y affronta les troupes du roi Charles XII de Suède. Il s'y distingua particulièrement au cours de la bataille de Kliszów du 19 juillet 1702 où il parvient à sauver l'armée saxonne menacée d'anéantissement par la victoire suédoise.
À partir de 1707, il participa à la guerre de succession d'Espagne aux côtés du  Prince Eugène, auprès de qui il combattit à la bataille d'Audenarde et à la bataille de Malplaquet.

### Vainqueur de Corfou et chef des armées vénitiennes
Lors de la seconde guerre de Morée (1714-1718), qui opposa la république de Venise à l'empire ottoman d'Ahmet III, le Sénat vénitien engagea Schulenburg pour prendre le commandement de son infanterie pour laquelle elle procédait à des recrutements massifs de troupes étrangères.
La situation était alors catastrophique. La République venait de perdre la Morée qu'elle avait conquise au cours de la guerre précédente à l'issue de la brillante campagne menée par le doge Francesco Morosini. La flotte ottomane s'était emparé de la plupart des positions vénitiennes en mer Égée et menaçait alors Corfou, clef de la défense vénitienne de l'Adriatique et de ses possessions de Dalmatie, voire Venise elle-même.
Recruté en 1715, Schulenburg organisa aussitôt la défense de Corfou, dont il prit lui-même le commandement. Début juillet 1716, les Ottomans débarquèrent des forces quatre fois supérieures à la garnison vénitienne et aux milices grecques dont il disposait. Le 8 juillet 1716, le chef des troupes ottomanes entreprit le siège de la citadelle, qui lui opposa un mois durant une résistance opiniâtre.
Dans la nuit du 17 au 18 août, les Ottomans, qui redoutaient l'arrivée de renforts vénitiens et de leurs alliés, lancèrent toutes leurs forces dans un assaut massif qui submergea les premières lignes de défense.
Alors que la garnison tentait difficilement d'endiguer l'assaut des remparts, Schulenburg organisa une vigoureuse sortie qui renversa la situation. Entassés dans les fossés sans possibilité de manœuvre, les premières vagues d'assaut ottomanes furent massacrées. Prises de panique, les vagues suivantes refluèrent en désordre, vigoureusement poursuivies par leurs adversaires. Le 20 août 1716, les Ottomans rembarquaient précipitamment sous le feu des mousquets et de l'artillerie vénitienne en abandonnant leurs blessés et une grande partie de leurs armes et de leurs bagages.
Le maréchal s'embarqua à leur poursuite sur la côte albanaise, où il réalisa des conquêtes territoriales prometteuses, tandis que la flotte vénitienne réorganisée reprenait l'offensive. En 1718, le ressaisissement vénitien fut interrompu, au grand dam du maréchal, par la paix de Passarowitz conclue à l'initiative des Autrichiens confrontés, depuis 1717, à l'invasion de la Sardaigne (alors autrichienne) par une escadre espagnole supposée venir à l'aide de la république de Venise.
La victoire de Corfou eut un grand retentissement à travers l'Europe. À Venise, l'événement fut notamment célébré par la commande à Antonio Vivaldi de l'oratorio Judith Triomphante représenté l'année même de l’événement à l'Ospedale della Pietà en présence du doge Giovanni II Cornaro et du maréchal. Un buste et une plaque placée près de la porte des Lions de l'arsenal de Venise honorent la mémoire du maréchal.
Doté d'une pension de 5 000 ducats, Schulenburg resta à la tête des armées vénitiennes pratiquement jusqu'à sa mort. S'il ne put empêcher le déclin militaire de Venise, notamment de sa marine, sur laquelle il n'avait pas autorité, il poursuivit les réformes de son prédécesseur Adam Heinrich von Steinau (en) et plaida infatigablement en faveur du maintien de l'effectif et du bon ordre de l'infanterie et pour l'entretien des places fortes.
Ses liens avec les milieux impériaux (notamment avec le prince Eugène) et la famille royale anglaise (le maréchal était le frère d'Ermengarde Melusine von der Schulenburg, maîtresse officielle de George Ier, duc de Brunswick-Lunebourg (Hanovre), prince-électeur du Saint-Empire romain germanique et roi de Grande-Bretagne à partir de 1714) servirent la réorientation de la politique étrangère vénitienne, dont il fut un diplomate officieux.
Schulenburg s'est notamment intéressé à l'élection de Théodore de Neuhoff par les Corses insurgés en 1736, et dont nombre d'officiers corses au service de la République étaient partisans. Le 29 janvier 1740, il le recommandait à Londres aux bons soins du chevalier Lucas Schaub : « Vous voudriez bien agréer après cela, Monsieur, la liberté que je prends de vous recommander de mon mieux le fameux roi Théodore, qui a fait assez de bruit depuis plusieurs années, et qui a assez fait remarquer de quoi il était capable d’entreprendre et d’exécuter, s’il avait été secondé et favorisé par des conjonctures et par des circonstances plus favorables qu’il ne l’a été, ou s’il avait été appuyé par bonheur par quelque Puissance.»

### Collectionneur et mécène éclairé
Installé dans le palais Loredan sur le Grand Canal, Schulenburg s'affirme comme un grand amateur d'art à l'instar du duc Frédéric II de Saxe-Gotha-Altenbourg avec lequel il avait combattu.
En 1724, sa collection s'enrichit considérablement par l'achat de celle du duc Charles III Ferdinand de Mantoue, qui comprenait quatre-vingt-huit tableaux, dont des œuvres du Caravage, Corrège, Giorgione, et Giovanni Benedetto Castiglione, et un bas-relief par Pierre Puget.
Il possède de nombreux chefs-d’œuvre des artistes vénitiens, tels que Paolo Veronese et Tintoretto, qui ornent son palais.
De 1733 à 1738, il emploie Giovanni Battista Pittoni comme consultant et restaurateur et lui commande des peintures historiques et charge Giovanni Battista Piazzetta d’acquérir des œuvres flamandes et de réaliser un inventaire de sa collection en 1739.
Il s'adjoignit les services du peintre Francesco Simonini pour des scènes de batailles et soutient Gianantonio Guardi, frère de Francesco Guardi, à qui il commande notamment de De 1730 à 1745, de nombreuses copies de portraits de dirigeants européens et de tableaux de maîtres vénitiens du passé.
Il commande des œuvres à divers autres artistes, dont Bernardo Bellotto et Canaletto qui ont notamment peint une vue de Corfou, lieu de sa grande victoire.
Son portrait a été peint par Bartolomeo Nazari, Giuseppe Nogari, Giacomo Ceruti, Gianantonio Guardi, Francesco Simonini et Giovanni Battista Piazzetta et sculpté par Antonio Corradini.

### Mort à Vérone
Matthias Johann von der Schulenburg meurt à Vérone le 14 mars 1747 à l'âge de 86 ans. Il est inhumé le 18 mars. Sa mémoire fut officiellement honorée par le Sénat par un monument placé à l'Arsenal de Venise dû sculpteur vénitien Giovanni Maria Morlaiter et par la ville de Vérone par un autre monument placé dans le Cortile del Tribunale.

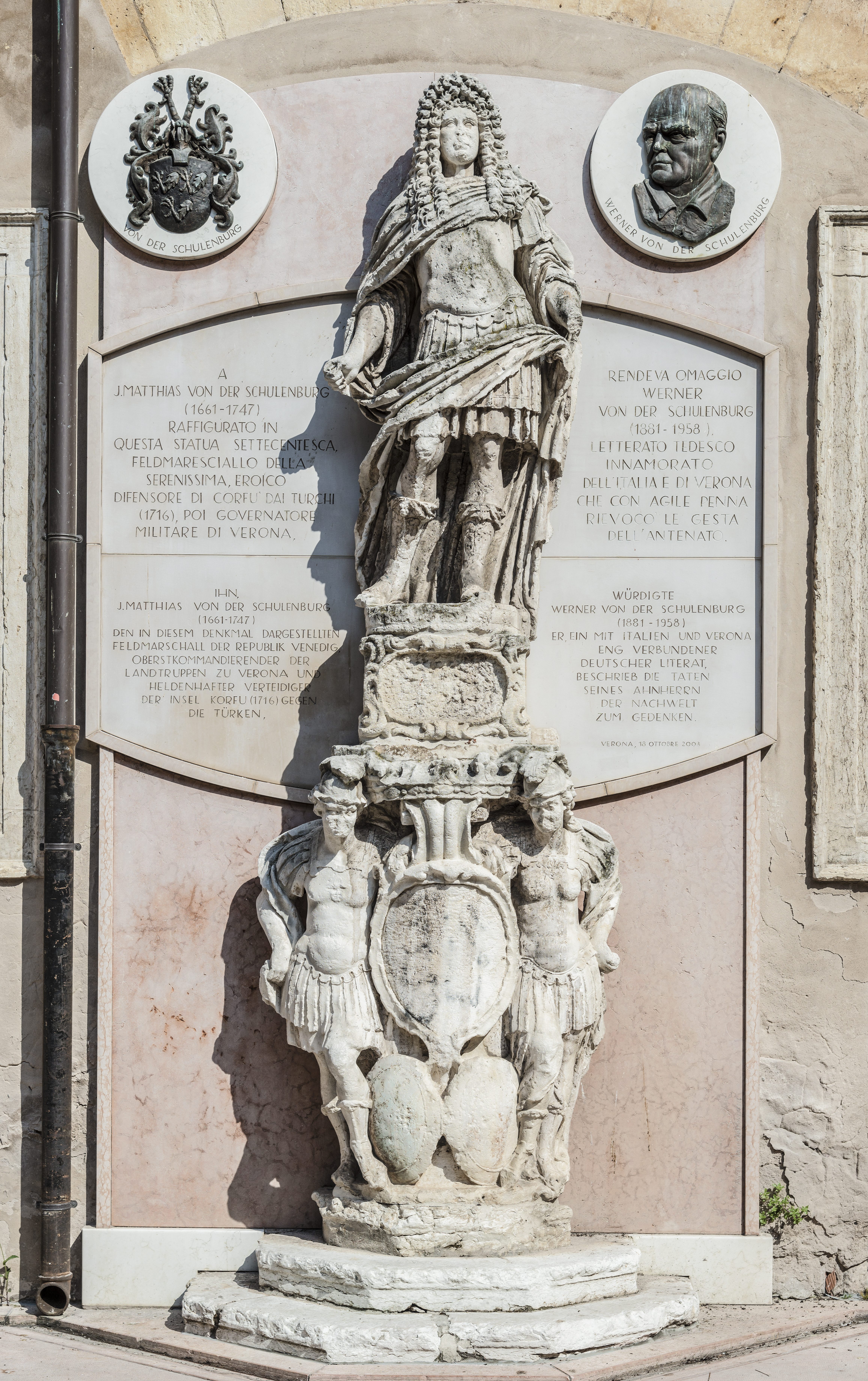
Monument à Vérone
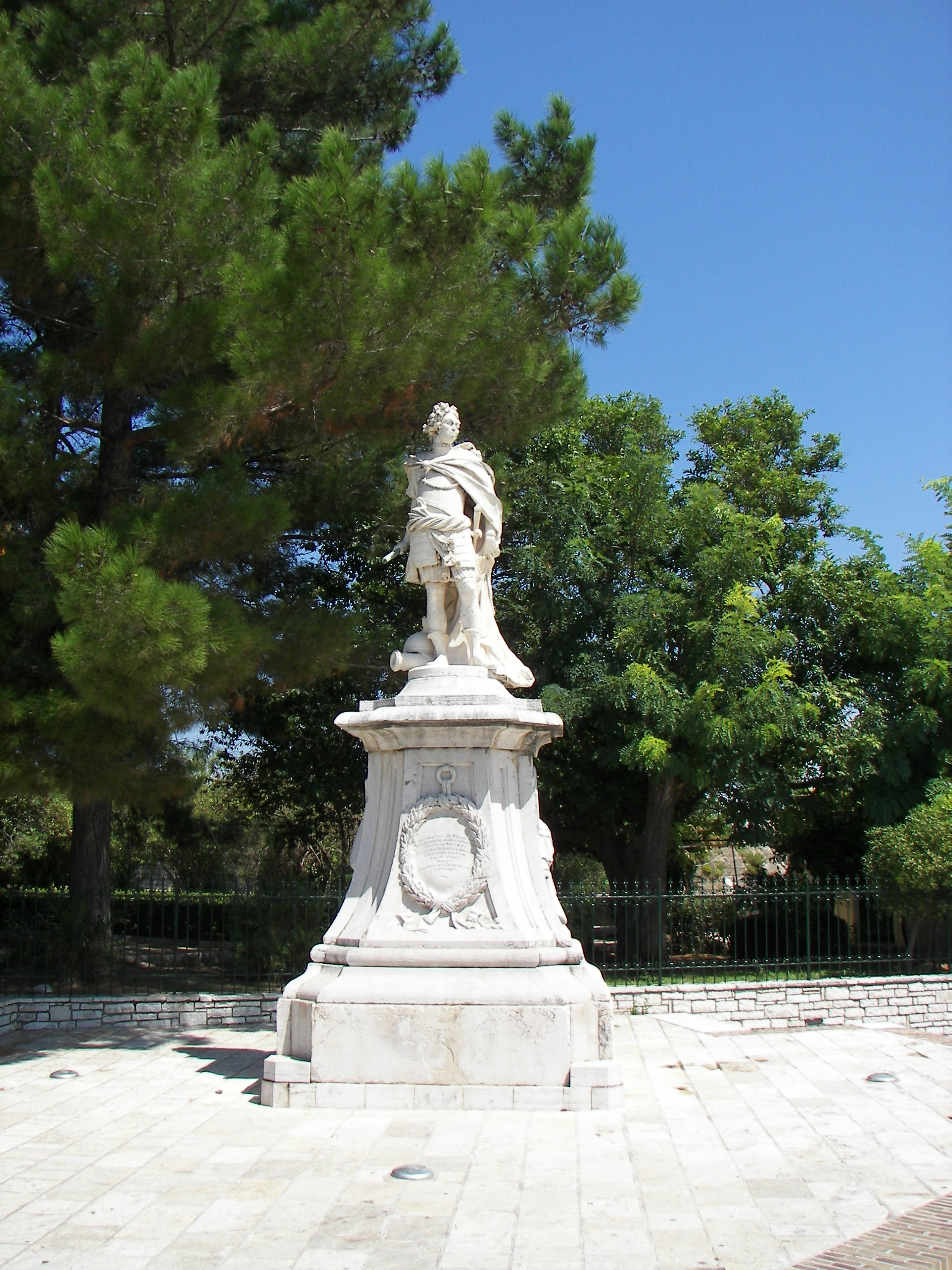
Statue à Corfou.

### Roman
- Sibyl von der Schulenburg, Per Cristo e Venezia, Padoue, Il Prato, 2015